# Karel Eichler

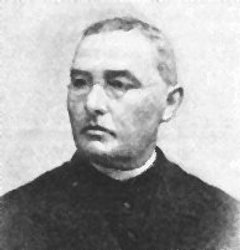
Karel Eichler

Karel Eichler (* 13. Januar 1845 in Großmeseritsch; † 25. April 1918 in Brünn) war Priester der römisch-katholischen Kirche, Musiker und Schriftsteller. In seinen Werken widmete er sich vor allem den Ortsbeschreibungen und Musikwissenschaften.

## Leben
Er stammt aus einer kleinbürgerlichen Familie eines Grützers. Nach Beendigung der Realschule in Polička studierte er auf dem deutschen Gymnasium in Brno. 1870 wurde er zum Priester geweiht und arbeitete danach in der Pfarrei in Hovorany, Kurdějov und Hodonín. Später studierte er das kanonische Recht im römischen Institut Anima. Zwischen 1874 und 1880 war er als Professor der Glaubensgeschichte und des kanonischen Rechts auf dem Bohoslovecký ustav in Brno tätig. In dieser Zeit redigierte er auch die Zeitschrift Hlas (Die Stimme). Sein weiterer Betätigungsort war ab 1880 die Pfarrei in Veverská Bítýška. Hier schrieb er den Großteil seiner Werke.

## Werke
- Paměti panství Veverského (Die Erinnerungen der Herren von Veverka).

Neben Büchern gilt er auch als Autor zahlreicher Presseveröffentlichungen.